# Hemileius heterotrichus
Hemileius heterotrichus är en kvalsterart som först beskrevs av Sandór Mahunka 1984.  Hemileius heterotrichus ingår i släktet Hemileius och familjen Hemileiidae. Inga underarter finns listade i Catalogue of Life.